# Порцио, Лукантонио
Лукантонио Порцио (1639, Позитано — 1728, Неаполь) — итальянский врач, преподаватель, научный писатель.
Изучал медицину у Томмазо Корнелио (также встречался с другими известными врачами того времени), в 1670-1683 годах жил в Риме и был профессором в университете Ла Сапиенца, с 1683 ро 1684 год был профессором в университете Венеции, с 1684 до 1690 года преподавал в Венском университете. Вернувшись на родину в 1690 году, в 1694 году получил звание профессора анатомии в университете Неаполя, но в 1715 году из-за преклонного возраста вынужден оставить преподавательскую деятельность.
Как учёный-медик считал человеческое тело устроенным аналогично машине, поэтому в качестве основы для изучения медицины рассматривал механику. Главные работы: «Paraphrasis in Hippocratis librum de veteri medicina» (1681), «Erasiastratus sive de sanguinis missione» (Рим, 1682), «De militis castris sanitate tuenda» (Вена, 1685, много изданий; французский перевод — «Médecine militaire», Париж, 1744), «Opuscula et fragmenta de tumoribus» (Неаполь, 1701) и другие. «Opera omnia» Порцио были изданы в Неаполе в 1736 году.